# Daniel Sabathy
Daniel Sabathy (* 6. Juni 1967) ist ein ehemaliger Schweizer Unihockeytrainer.

## Biografie
Sabathys Karriere im Unihockey begann beim Winterthurer Verein UHC Winterthur-Eulach, später wechselte er zum UHC Sulz-Rickenbach. 1993 wurde er das erste Mal Trainer des HC Rychenberg Winterthur, dort blieb er bis 1997 Trainer. Während seiner Amtszeit gewann der HCR 1996 den Cup. Danach wechselte er zum Rekordmeister Rot-Weiss Chur. Während der WM 1998 in Prag, als die Schweiz das letzte Mal in ein WM-Finale kam, arbeitete er bei der Schweizer Unihockeynationalmannschaft als Assistenztrainer mit, ebenfalls an der WM 2000 in Oslo (Platz 3). Mit Chur wurde er 1998, 2000 und 2001 Schweizer Meister. Nach dem letzten Meistertitel wechselte er wieder zurück in seine Heimatstadt zum HCR. Dort blieb er für eine Saison, bis er seine Karriere aus beruflichen Gründen beendete. Er hat einen Abschluss an der ETH als diplomierter Naturwissenschaftler und arbeitet heute bei einem Beratungsunternehmen.